# Schlacht von Providien
Pondicherry – Sadras – Providien – Negapatam – Trincomalee – Cuddalore I – Cuddalore II
Die Seeschlacht von Provedien (englisch: Battle of Provedien, französisch: Bataille de Provédien) war die zweite von fünf weitgehend unentschiedenen Seeschlachten zwischen einer britischen Flotte unter Admiral Sir Edward Hughes und einer französischen Flotte unter Admiral Pierre André de Suffren vor der Ostküste Sri Lankas während der Auseinandersetzungen zwischen Großbritannien und Frankreich im Rahmen des Amerikanischen Unabhängigkeitskrieges, in diesem Fall auch als Anglo-Französischer Krieg bezeichnet. Die Schlacht wurde am 12. April 1782 in der Nähe einer felsigen Insel namens Providien, südlich von Trincomalee, ausgetragen.

## Hintergrund

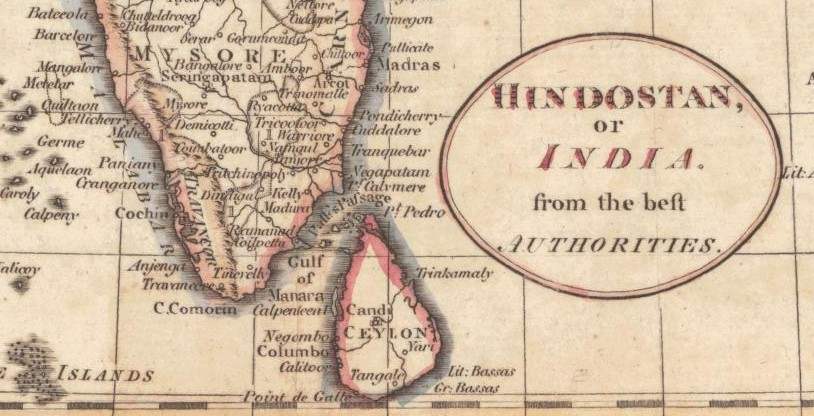
Karte von Südindien, 1794

Frankreich war 1778 in den Amerikanischen Revolutionskrieg eingetreten, und Großbritannien hatte der Niederländischen Republik Ende 1780 den Krieg erklärt, nachdem sich die Niederländer geweigert hatten, den Handel mit den Franzosen und Amerikanern einzustellen. Die Briten hatten rasch die Kontrolle über die meisten französischen und holländischen Außenposten in Indien erlangt, was darüber hinaus auch den Zweiten Mysore-Krieg auslöste.
Als Reaktion auf das britische Vorgehen wurde der französische Admiral Suffren zur militärischen Unterstützung der noch verbliebenen französischen Kolonien in Indien entsandt und führte im März 1781 eine Geleitflotte von fünf Linienschiffen und einer Korvette, die sieben Transportschiffe von Brest aus begleitete. Im April war Suffren in eine zufällige Schlacht mit einer britischen Flotte bei Porto Praya auf den Kapverdischen Inseln verwickelt. Im Oktober ließ er Verstärkungstruppen am niederländisch kontrollierten Kap der Guten Hoffnung zurück, um die Verteidigung dieser Kolonie zu unterstützen. Suffren ergänzte seine Flotte um einige Schiffe und segelte weiter zur Île de France (dem heutigen Mauritius), wo er im Dezember in Port Louis eintraf.
Nach weiteren Ergänzungen in Port Louis segelte Suffrens Flotte unter dem Kommando des Brigadier Thomas d’Estienne d’Orves nach Indien, um den Konvoi mit fast 3.000 Mann unter dem Kommando des Comte du Chemin zu begleiten. D’Orves starb im Februar 1782, kurz bevor die Flotte vor der indischen Küste eintraf, und Suffren übernahm erneut das Kommando.
Suffren segelte zunächst nach Madras, in der Hoffnung, die dortige britische Besatzung zu überraschen. Als er am 15. Februar 1782 allerdings auf die in Madras ankernde Flotte des britischen Konteradmirals Hughes traf, wandte sich Suffren nach Süden. Er beabsichtigte, Truppen in Porto Novo anzulanden, die Küste hinauf zu marschieren und auf dem Weg dorthin französische und holländische Stützpunkte zurückzuerobern. Hughes hingegen nahm die Verfolgung Suffrens auf.
In der Schlacht bei Sadras am 17. Februar 1782 erlitten beide Verbände Schaden, ohne dass Schiffe verloren gingen, aber die Franzosen konnten Truppen sicher in Porto Novo landen, um dem Königreich Mysore zu helfen. Nach dieser Schlacht reparierte Suffren seine Flotte in Pondicherry. Am 23. Februar brach er von dort aus auf, um Hughes zu finden, der zur Reparatur nach Trincomalee gefahren war.
Am 9. April sichtete er die britische Flotte südlich und westlich von ihm. Hughes, dem die Stärkung von Trincomale am wichtigsten war, hatte sich entschlossen, weder einen Angriff zu suchen noch ihn zu vermeiden. Er setzte daher seinen Kurs bei leichtem Nordwind bis zum 11. April fort, als er sich etwa fünfzig Meilen nordöstlich seines Hafens befand und auf diesen zusteuerte. Am nächsten Morgen, dem 12. April, musste Hughes feststellen, dass Suffren auf seine Nachhut aufzuschließen drohte. Er gab daher Befehl zur Kiellinienformation mit Steuerbordhalsen. Da der Wind von Nord nach Ost wehte, befand sich Suffren mit seinen Schiffen in Luvstellung. Um 11:00 Uhr gab Suffren Signal zur gemeinsamen Wende und kurz darauf schwenkten die Franzosen auf einen parallelen Kurs zu den Briten ein.

## Die Schlacht
Sobald sich die führenden französischen Schiffe in Reichweite befanden, eröffneten die Briten das Feuer, woraufhin die Franzosen das Feuer erwiderten. Da sowohl die Vor- als auch die Nachhut der Franzosen zu weit entfernt waren, konzentrierte sich das Gefecht auf das Zentrum. Suffrens Schiff, die Heros, deren Takelage größtenteils zerstört war, positionierte sich querab zur Monmouth.
Nachdem die Monmouth ihren Groß- und Besanmast verloren hatte, war sie gegen 15:00 Uhr gzwungen, als erste abzudrehen. Die Heros musste sich ebenfalls zurückziehen und wurde von der Orient und der Brillant ersetzt. Um 15:40 Uhr hatte sich das Gefecht soweit nach Westen verschoben, dass die Schiffe an der Küste zu zerschellen drohten. Schließlich waren beide Seiten gezwungen, den Kampf abzubrechen und abzudrehen. Die britischen Verluste beliefen sich auf 137 Gefallene und 430 Verwundete, die der Franzosen auf 137 Gefallene und 357 Verwundete.

## Nachwirkungen
Die Flotten hatten nahe genug beieinander vor Anker gelegen, dass Suffren seine Schiffe am nächsten Tag erneut für den Kampf formierte. Hughes hatte jedoch einen Konvoi zu beschützen und segelte nach Trincomalee. Suffren segelte nach Süden und ankerte in Batticaloa, das noch unter niederländischer Kontrolle stand, wo er sechs Wochen für Reparaturen und Nachschubversorgung verbrachte. Dort erhielt er den Befehl, zur Île de France zurück zu segeln, um einen weiteren Truppenkonvoi zu eskortieren. Suffren beschloss, diesen Befehl zu missachten, da Das Risiko, das von Hughes für die französischen Operationen ausging, seine ganze Kraft erforderte und er seinen Kapitänen nicht mehr vertraute. In der Folge zeigte er die Kapitäne der Vengeur und der Artésien, den beiden Schiffen, die sich dem Kampfgeschehen ferngehalten hatten, wegen Nichtbefolgung von Befehlen an. Suffren verlor dadurch zunehmend an Autorität und sein Stellvertreter intrigierte mit einigen anderen Kapitänen gegen ihn.

## Schlachtordnung

### Frankreich
| Flotte von Pierre André de Suffren     | Flotte von Pierre André de Suffren | Flotte von Pierre André de Suffren                   | Flotte von Pierre André de Suffren | Flotte von Pierre André de Suffren | Flotte von Pierre André de Suffren | Flotte von Pierre André de Suffren |
| Schiff                                 | Kanonen                            | Kommandant                                           | Verluste                           | Verluste                           | Verluste                           | Anmerkungen |
| Schiff                                 | Kanonen                            | Kommandant                                           | getötet                            | verwundet                          | Insgesamt                          | Anmerkungen |
| -------------------------------------- | ---------------------------------- | ---------------------------------------------------- | ---------------------------------- | ---------------------------------- | ---------------------------------- | --- |
| Vengeur                                | 64                                 | Charles Gaspard Hyacinthe de Forbin La Barben        |                                    |                                    |                                    | War nur unwesentlich beteiligt. |
| Artésien                               | 64                                 | François-Joseph-Hippolyte Bidé de Maurville          |                                    |                                    |                                    | War nur unwesentlich beteiligt. |
| Petit Annibal                          | 50                                 | Justin Bonaventure Morard de Galles                  |                                    |                                    |                                    | |
| Sphinx                                 | 64                                 | Charles Louis du Chilleau de La Roche                | 22                                 | 74                                 | 96                                 | |
| Héros                                  | 74                                 | Félix d'Hesmivy de Moissac                           | 11                                 | 38                                 | 45                                 | Flaggschiff von Pierre André de Suffren, Beschädigung der Takelage                                                                     |
| Orient                                 | 74                                 | Jean Baptiste Christy de La Pallière                 |                                    |                                    | 100                                | Beschädigung der Takelage |
| Brillant                               | 64                                 | Armand de Saint-Félix                                |                                    |                                    |                                    | |
| Sévère                                 | 64                                 | Étienne-François de Cillart de Villeneuve            |                                    |                                    |                                    | |
| Ajax                                   | 64                                 | René Joseph Bouvet de Précourt                       | 4                                  | 11                                 | 15                                 | Suffren wechselte auf dieses Schiff, als die Héros außer Gefecht gesetzt worden war. Kapitän Bouvet fiel verwundet aus.                |
| Annibal                                | 74                                 | Bernard-Marie Boudin de Tromelin                     |                                    |                                    |                                    | |
| Flamand                                | 56                                 | Louis-Hyacinte de Cavelier de Cuverville             |                                    |                                    |                                    | |
| Bizarre                                | 64                                 | Anne René Augustin de Roscanvec de La Landelle       |                                    |                                    |                                    | |
| Nicht direkt an der Schlacht beteiligt |                                    |                                                      |                                    |                                    |                                    | |
| Pourvoyeuse                            | 38                                 | Jacques Marie Boudin de Tromelin de La Nuguy         |                                    |                                    |                                    | Fregatte, kollidierte mit der britischen Isis, konnte sich aber befreien, lief dann auf Grund und fing Feuer, konnte sich aber retten. |
| Fine                                   | 32                                 | Éléonor Jacques Marie Stanislas de Perier de Salvert |                                    |                                    |                                    | Fregatte |
| Bellone                                | 32                                 | de Piervert                                          |                                    |                                    |                                    | Fregatte |

### Großbritannien
| Flotte von Edward Hughes               | Flotte von Edward Hughes | Flotte von Edward Hughes | Flotte von Edward Hughes | Flotte von Edward Hughes | Flotte von Edward Hughes | Flotte von Edward Hughes                   |
| Schiff                                 | Kanonen                  | Kommandant               | Verluste                 | Verluste                 | Verluste                 | Anmerkungen                                |
| Schiff                                 | Kanonen                  | Kommandant               | getötet                  | verwundet                | Insgesamt                | Anmerkungen                                |
| -------------------------------------- | ------------------------ | ------------------------ | ------------------------ | ------------------------ | ------------------------ | ------------------------------------------ |
| Eagle                                  | 64                       | Ambrose Reddall          |                          |                          |                          |                                            |
| Monmouth                               | 64                       | James Alms               | 45                       | 102                      | 147                      |                                            |
| Worcester                              | 64                       | George Talbot            |                          |                          |                          |                                            |
| Burford                                | 68                       | Peter Rainier            |                          |                          |                          |                                            |
| Superb                                 | 74                       | William Stevens          | 59                       | 96                       | 155                      | Flaggschiff von Vice-Admiral Edward Hughes |
| Hero                                   | 74                       | Charles Wood             |                          |                          |                          |                                            |
| Isis                                   | 50                       | Thomas Charles Lumley    |                          |                          |                          | [ A 2 ]                                    |
| Monarca                                | 68                       | John Gell                |                          |                          |                          |                                            |
| Exeter                                 | 64                       | Richard King             |                          |                          |                          |                                            |
| Sultan                                 | 74                       | James Watt               |                          |                          |                          |                                            |
| Magnanime                              | 64                       | Charles Wolseley         |                          |                          |                          |                                            |
| Nicht direkt an der Schlacht beteiligt |                          |                          |                          |                          |                          |                                            |
| Seahorse                               | 24                       | Robert Montagu           | 0                        | 0                        | 0                        | Fregatte                                   |
| Combustion                             | 8                        | Henry Newcome            | 0                        | 0                        | 0                        | Brander                                    |